# Plougonver

Plougonver este o comună în departamentul  Côtes-d'Armor, Franța. În 1 ianuarie 2022 avea o populație de 766 de locuitori.